# Cennina
Cennina ist ein Ortsteil (Fraktion, italienisch frazione) der italienischen Gemeinde Bucine in der Provinz Arezzo in der Toskana.

## Geografie
Der Ort liegt etwa fünf Kilometer südwestlich des Hauptortes Bucine, etwa 25 km westlich der Provinzhauptstadt Arezzo und etwa 45 km südöstlich der Regionalhauptstadt Florenz im Ambratal (Val d’Ambra). Der Ort liegt bei 477 m s.l.m. und hatte 2001 21 Einwohner. 2011 waren es ebenfalls 21 Einwohner. Der Ort Ambra, ebenfalls Ortsteil von Bucine, liegt etwa 2,5 km südlich.

## Geschichte
Der Ort war wahrscheinlich schon in etruskisch-römischer Zeit besiedelt, danach waren die Langobarden vor Ort. Im 12. Jahrhundert herrschten die d’Uguccione als Verwalter der Conti Guidi, danach wurde der Ort von den Familien der Tarlati, der Ubertini und der Guidi besetzt. 1307 wurde der Ort von Siena zerstört und kam nach dem Wiederaufbau um 1349/1360 unter die Herrschaft von Florenz. 1447 nahm der Alfons V. von Aragon die Burg ein, musste sie aber nach 15 Tagen wieder aufgeben. Die letzte Besetzung durch militärische Einheiten erfuhr Cennina 1529, als der Fürst von Orange, Philibert de Chalon, den Ort auf seinem Weg nach Florenz einnahm.

## Sehenswürdigkeiten

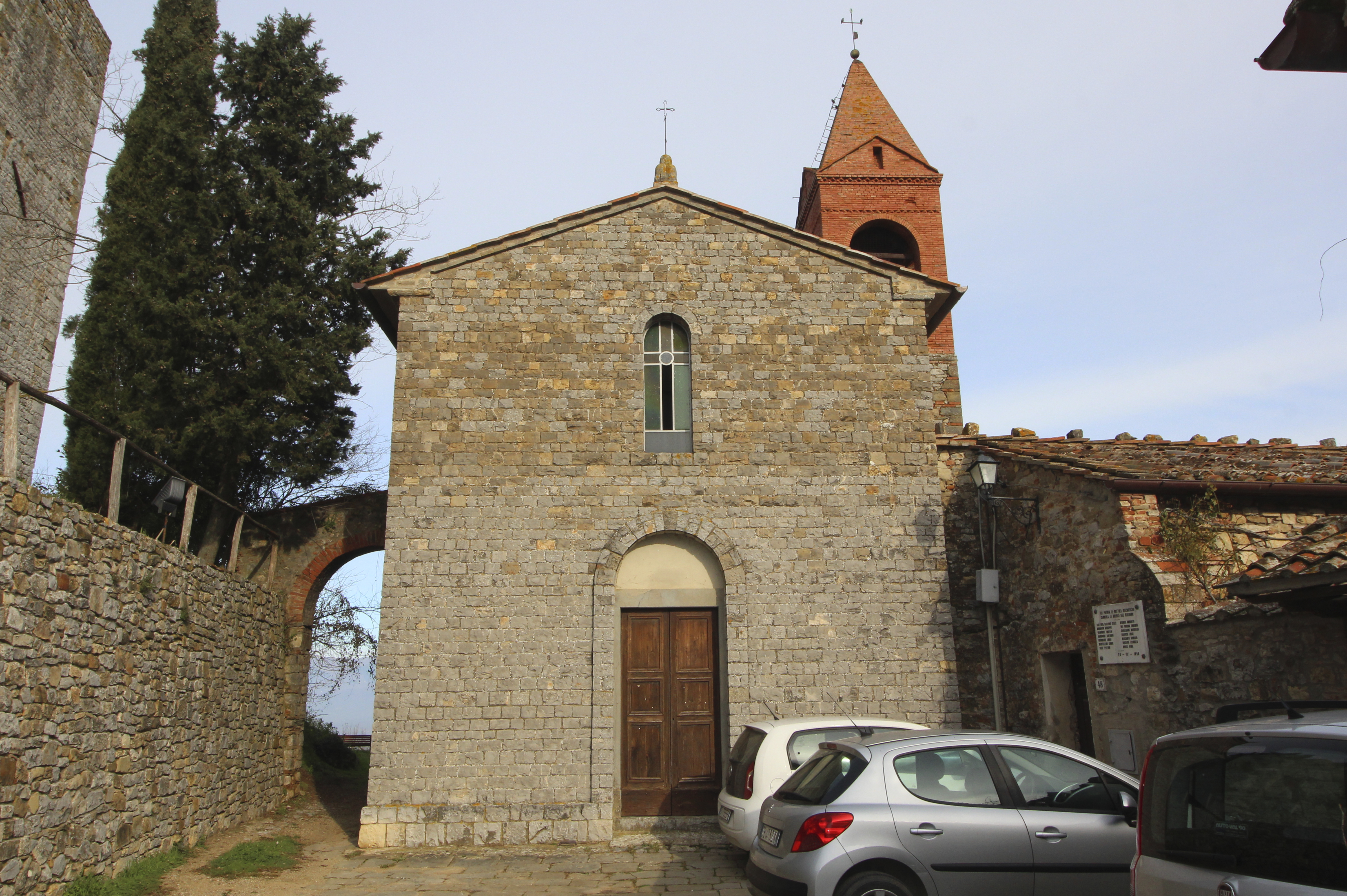
Die Kirche San Pietro

- San Pietro, Kirche im Ortskern, die zum Bistum Arezzo-Cortona-Sansepolcro gehört und einst der Pieve von Galatrona unterstand.[6]
- Castello di Cennina, heutige Burgruine. Die Burg entstand 1167 durch Brandaglia Alberigo d’Uguccione.[5][3] Der Cassero mit dem Eingangstor ist heute noch in Teilen vorhanden, vom Palazzo del Castellano (Palast des Burgherrn) stehen nur noch einige Außenwände und ein heutiges Privathaus.[5]

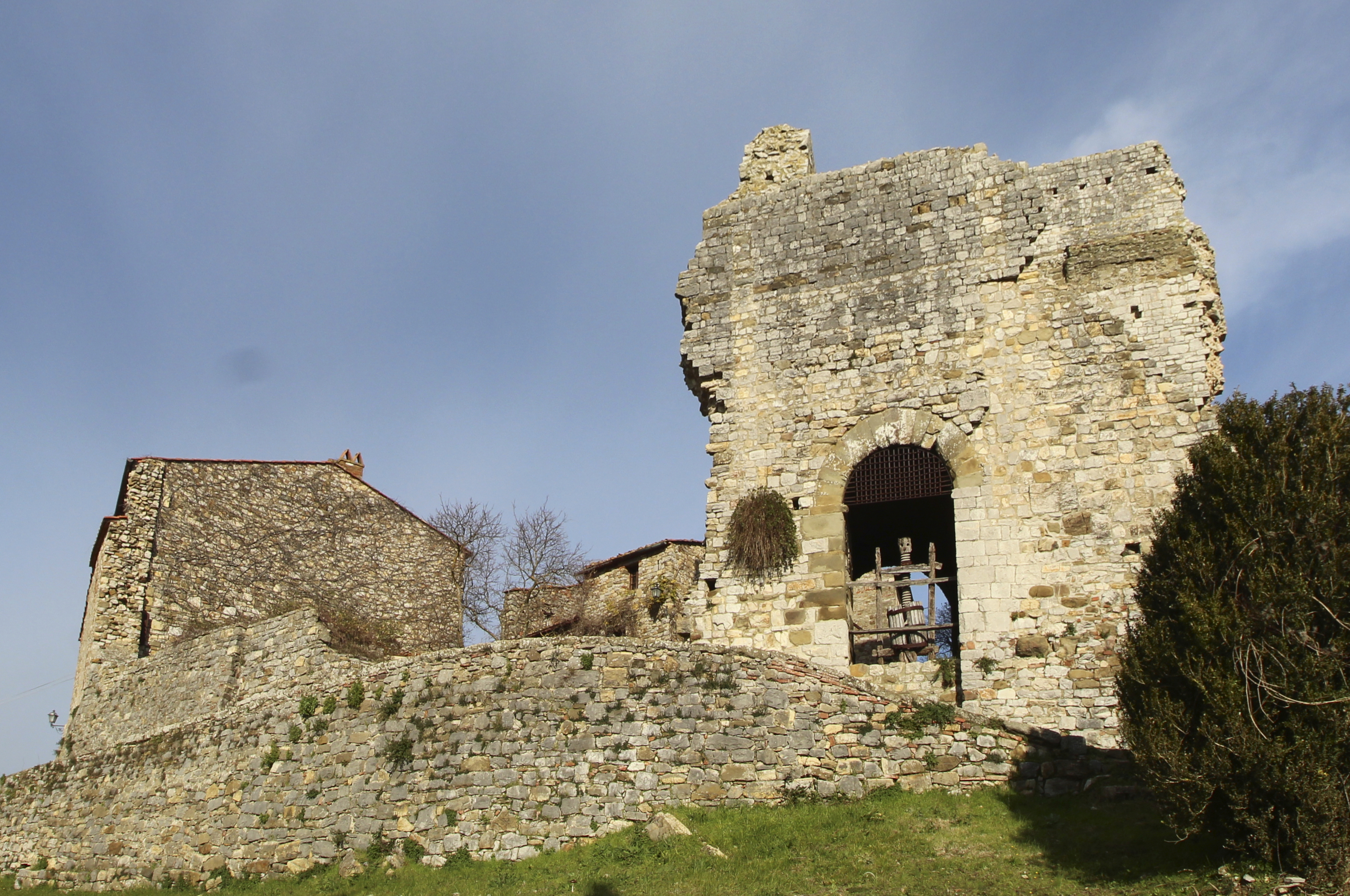
Zugangstor und Cassero der Burg Cennina
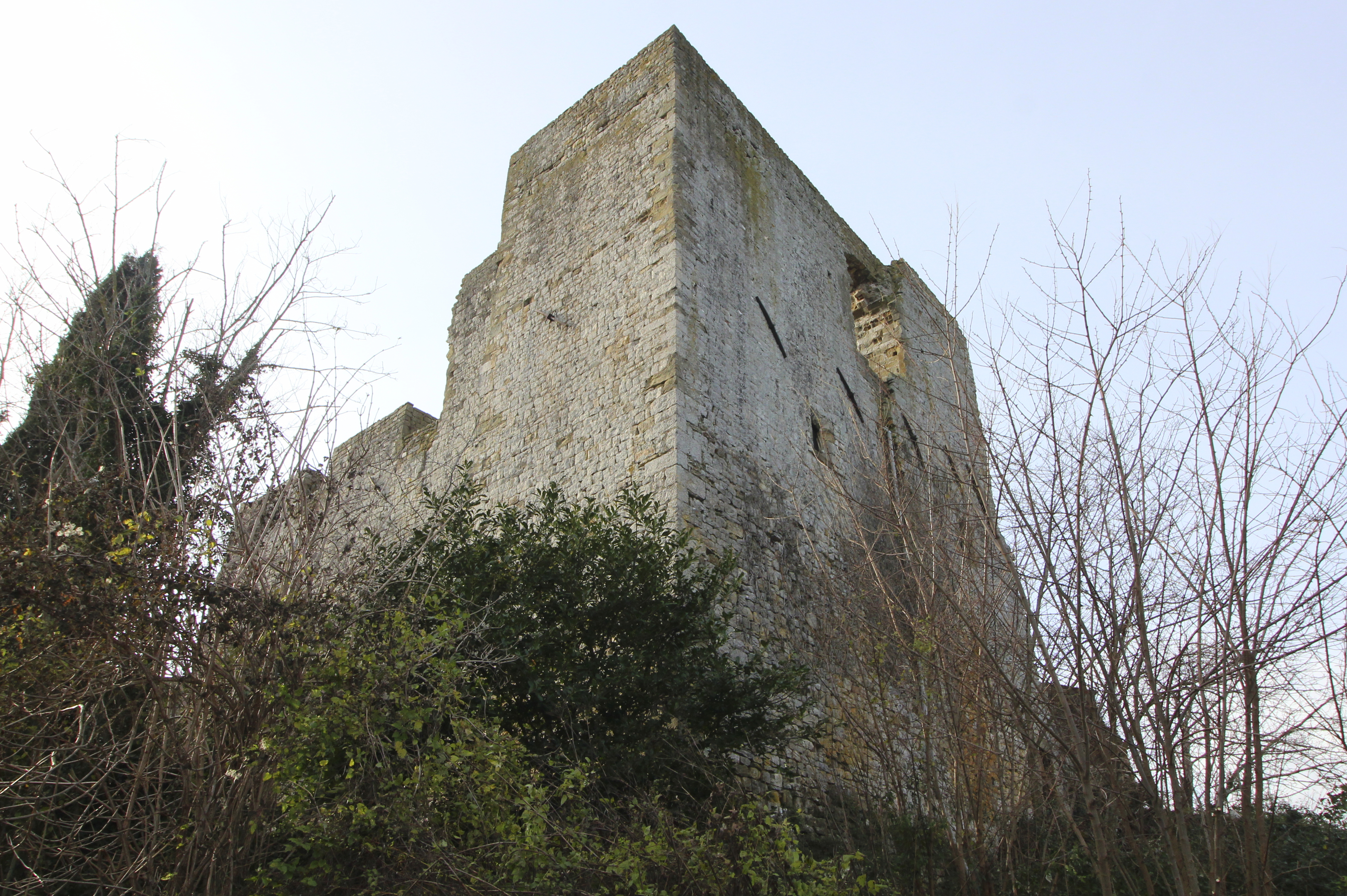
Der Palazzo der Burg